# Kabinett Paul I
Das Kabinett Paul I war die von der Sowjetischen Militäradministration ernannte Landesverwaltung von Thüringen. Sie wurde am 16. Juli 1945 ernannt und amtierte bis zum 3. Dezember 1946. Zum Landespräsident wurde der zunächst parteilose Rudolf Paul ernannt.
| Amt                                                                        | Name                                          | Partei | Partei        |
| -------------------------------------------------------------------------- | --------------------------------------------- | ------ | ------------- |
| Landespräsident                                                            | Rudolf Paul                                   |        | parteilos/SED |
| 1. Vizepräsident (zuständig für Polizei, Bodenreform und Entnazifizierung) | Ernst Busse                                   |        | KPD/SED       |
| 2. Vizepräsident (Landesdirektor für Wirtschaft)                           | Georg Appell                                  |        | SPD/SED       |
| 3. Vizepräsident (Chef des Landesamtes für Land- und Forstwirtschaft)      | Max Kolter bis zum 5. Nov. 1945               |        | CDU           |
| 3. Vizepräsident (Chef des Landesamtes für Land- und Forstwirtschaft)      | Hans Lukaschek 27. Nov. 1945 – 10. Sept. 1946 |        | CDU           |